# Резолюция Совета Безопасности ООН 871
Резолюция Совета Безопасности Организации Объединённых Наций 871 (код — S/RES/871), принятая 4 октября 1993 года подтвердив резолюции 713 (1992) и 743 (1992) и последующие резолюции, касающиеся ситуации в бывшей Югославии и Сил ООН по защите (UNPROFOR), Совет выразил обеспокоенность тем, что план ООН по поддержанию мира в Хорватии, в частности резолюция 769 (1992), не были выполнены, и перешел к обсуждению мирного плана и продлению мандата UNPROFOR до 31 марта 1994 г.
Совет подтвердил свою решимость обеспечить безопасность и защиту УНПРОФОР и свободу его передвижения в Хорватии и Боснии и Герцеговине. Действуя на основании главы VII Устава ООН, Совет принял рекомендацию Генерального секретаря ООН Бутроса Бутроса-Гали о создании в рамках ПРОФОР трех подчиненных командований:
(а) УНПРОФОР (Хорватия);
(б) УНПРОФОР (Босния и Герцеговина);
(c) УНПРОФОР (БыВшая Югославская Республика Македония).
Была подчеркнута важность мирного плана для Хорватии и заявлено, что несоблюдение резолюций Совета Безопасности ООН будет иметь серьёзные последствия. Были осуждены военные нападения в Боснии и Герцеговине и Хорватии. Совет также призвал к прекращению огня между Хорватией и сербскими властями в охраняемых ООН зонах при посредничестве Международной конференции по бывшей Югославии. Совет заявил о важности укрепления доверия путем восстановления электро- и водоснабжения, а также возобновления работы восстановленных железных и автомобильных дорог.
Далее резолюция санкционировала применение силы силами УНПРОФОР, действующими в порядке самообороны, для обеспечения своей безопасности и свободы передвижения, постановив рассмотреть вопрос о расширении непосредственной воздушной поддержки миротворческих сил. Генеральному секретарю было предложено в течение двух месяцев представить Совету Безопасности доклад о прогрессе в осуществлении мирного плана ООН для Хорватии и выполнении мандата УНПРОФОР.
За принятие резолюции проголосовали все постоянные (Китайская Народная Республика, Французская Республика, Российская Федерация, Соединённое Королевство Великобритании и Северной Ирландии, Соединённые Штаты Америки) и непостоянные (Федеративная Республика Бразилия, Республика Кабо-Верде, Республика Джибути, Королевство Испания, Венгрия, Государство Япония, Королевство Марокко, Новая Зеландия, Исламская Республика Пакистан, Боливарианская Республика Венесуэла) члены СБ ООН.